# Judenreferat IV B4
Judenreferat IV B4 was een tijdens de Tweede Wereldoorlog ingestelde organisatie, die als taak de Jodenvervolging in Nederland had,  de deportatieschema's voor de in Nederland verblijvende Joden opstelde, en gevestigd was in Den Haag op het Plein en het Binnenhof.

## Plaats in de organisatie
De overkoepelende politie- en veiligheidsdienst van het Derde Rijk, het Reichssicherheitshauptamt (RSHA) werd in 1939 door Himmler in Berlijn opgericht. Het behelsde de samenvoeging van de politiediensten Gestapo en Kriminalpolizei, en de inlichtingendienst Sicherheitsdienst. Onder deze laatste werd het Judenreferat IV B4 geplaatst.
De organisatie, die aanvankelijk Sonderreferat J heette en in maart 1942 omgedoopt tot Judenreferat IV B4, viel rechtstreeks onder het Reichssicherheitshauptambt. 
Generalkommissar Hanns Albin Rauter, die direct onder Reichskommissar Arthur Seyss-Inquart stond, zorgde ervoor dat dit Judenreferat de organisatie en uitvoering van de deportaties kreeg met eigen personeel en een nauwe samenwerking aanging met de politiekorpsen in de provincies. Aan het hoofd stond de Duitse jurist Willi Zöpf, terwijl de uitvoering berustte bij Sturmscharführer Franz Fischer.

## Speciale verhoren
In de door de Duitsers geconfisqueerde woning van François van 't Sant, Villa Windekind, werden door Fischer persoonlijk speciale verhoren afgenomen door gevangenen in een badkuip langdurig onder water te houden, de 'U-boot methode', om hen tot een bekentenis te dwingen.

## Vervolgingen
Met het door de Duitse bezetter verplichte oprichten van de Joodsche Raad voor Amsterdam en de daardoor aangestuurde provinciale Joodsche Raden werd de joodse bevolking in Nederland in kaart gebracht en begonnen de vervolgingen. Van de circa 140.000 Joden in Nederland werden er 107.000 gedeporteerd en daarvan keerden er slechts 5.200 levend terug; ongeveer 73% van hen heeft de Holocaust niet overleefd.
Onder de Joden woonachtig in Amsterdam werden rond 63.000 afgevoerd en overleefde ongeveer 75% de Holocaust niet.
De uitvoering in Den Haag als tweede joodse stad in Nederland, berustte bij de Joodsche Raad van Den Haag. Behalve voor Den Haag was deze raad ook ingesteld voor Leiden. Van de 12.000 op transport gestelde Haagse Joden keerden er rond 2.000 terug. In Leiden zijn in totaal 270 Joden gedeporteerd en vermoord. 